# Катарина I Алексејевна
Катарина I Алексејевна (рус. Екатерина I Алексеевна; Ронгу, 15. април 1684 — Санкт Петербург, 17. мај 1727) била је друга жена Петра Великог и царица Русије од 1725. до 1727. године.

## Младост и удаја за Петра Великог
Била је кћи литванског сељака пољског порекла. Родитељи су јој умрли од куге, па је одрасла као слушкиња лутеранског свештеника Ернста Глика. Касније је радила као служавка Александра Мењшикова, пријатеља Петра Великог. Меншиков ју је упознао с Петром након неверства Петрове љубавнице. Катарина и Петар су се тајно венчали 1707. године. Имали су деветоро деце, од којих су Јелисавета (1709) и Ана (1708) преживеле детињство. Званично су се венчали у Санкт Петербургу 9. фебруара 1712. године. По њој је 1723. године град Јекатеринбург на Уралу добио име.

## Почетак владавине
Године 1724, Катарина је именована за Петровог савладара. То је урађено зато што Петар није желео да одмах после њега дође његов унук Петар, касније Петар II, који је тада био сувише млад да би владао. Стога је његова последња жеља била да Катарина наследи руски престо и буде владар Русије. После Петрове смрти 1725, савет на челу са Мењшиковом је прогласио Катарину за владара Русије. Праву власт су током преостале две године њеног живота имали Мењшиков и Врховни тајни савјет.
Катарина је препустила власт над државом своме пријатељу Меншикову док је она била заокупљена дворским забавама, пијанкама и уживању у таквом раскалашном животу.

## Смрт
Умрла је са 43 године, две године након свога мужа. Многи извори тврде да је царица Катарина I умрла од туберкулозе, мада је било опште познато у руској јавности да је царица Катарина јако волела да пије алкохол.